# Стара Черна гора
Стара Черна гора (на сръбски: Стара Црна Гора) е историческа област в централната част на Черна гора.
Областта е изходната територия на Черна гора, включваща територията на княжеството, преди присъединяването на областта Бърда в края на XVIII и началото на XIX век. Тя се дели на четири нахии – Катунска, Риечка, Лешанска и Цръмничка.

## Стара Черна гора в българската книжовна история
В Стара Черна гора – в Обод (печатницата е пренесена в Цетине, а после във Венеция) e отпечатана първата българска (кирилска) инкунабула (до завоюването на областта от османците в 1496 г.) ведно с Псалтира – през 1494 г. – частично Житието на Стефан Дечански от Григорий Цамблак. 